# Akhbar Al-Adab

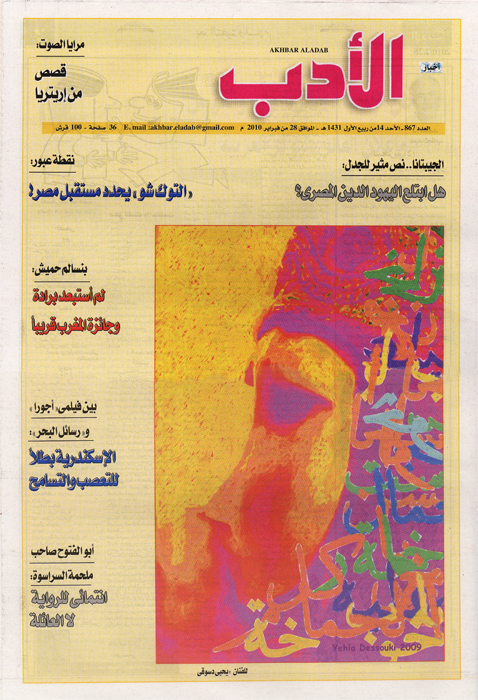
Une dAkhbar Al-Adab en février 2010.

Akhbar Al-Adab (en arabe : أخبار الأدب ; Nouvelles culturelles en français) est un magazine hebdomadaire littéraire arabe publié par la maison d'édition Akhbar Al Yawm, gérée par l'État égyptien.

## Histoire et profil
Akhbar Al Adab est créé par Gamal Ghitany en 1993 en tant que plate-forme pour la production littéraire égyptienne et arabe,. Depuis lors, il est publié par la maison d'édition Akhbar Al Yawm chaque dimanche. L'entreprise publie également le journal Al Akhbar.
De sa fondation en 1993 à janvier 2011, Gamal Ghitany est le rédacteur en chef du magazine. Il est ensuite remplacé par Mustafa Abdullah. Les journalistes du magazine exigent alors le retrait de ce dernier. En mai 2011, Abla al-Roweiny est choisi par les journalistes pour occuper le poste. En août 2013, Magdi Afifi est nommé à son tour rédacteur en chef.